# Antoine Baroan
Antoine Baroan (* 24. Juni 2000 in Niort) ist ein französischer Fußballspieler, der seit Februar 2024 beim FC Winterthur unter Vertrag steht und derzeit für Ludogorez Rasgrad spielt.

## Karriere
Baroan durchlief nach zwei Jahren im Nachwuchs bei US La Crèche die gesamte Nachwuchsabteilung von Chamois Niort bis zur 1. Mannschaft. 2016 kam er zu einem Teileinsatz in der französischen U17-Nationalmannschaft. Sein Debüt mit der 1. Mannschaft in der Ligue 2 bot er am 24. August 2018 gegen den AS Nancy.
Im Sommer 2021 wechselte er in die bulgarische Parwa liga, der höchsten Liga Bulgariens, zu Botew Plowdiw. Dort wurde er zum Stammspieler und nahm mit Plowdiw auch an europäischen Wettbewerben teil. In der Saison 2022/23 schoss er in 27 Spielen 14 Tore. In der Saison 2023/24 führte er in der Winterpause mit acht geschossenen Toren in zwölf Spielen die Torschützenliste der Liga an, weiter wurde er von Botew Plowdiw mit insgesamt 27 Toren als ausländischer Rekordtorschütze des Vereins ausgezeichnet.
Am 2. Februar 2024 vermeldete dann der FC Winterthur die Verpflichtung des Stürmers, nachdem bei den Winterthurern nach dem Abgang von Samuel Ballet mit Roman Buess und kurz zuvor auch noch Aldin Turkes zwei weitere Stürmer verletzungsbedingt ausgefallen waren. In Winterthur erhielt er einen Vertrag über dreieinhalb Jahre.
Am 25. Februar 2025 wechselte Baroan leihweise zurück in die Parwa liga zum amtierenden Meister Ludogorez Rasgrad.